# Desa Wanasalam (administrativ by i Indonesien, Banten)
Desa Wanasalam är en administrativ by i Indonesien.   Den ligger i provinsen Banten, i den västra delen av landet, 120 km sydväst om huvudstaden Jakarta.